# Tartinijev trg
Tartinijev trg je največji trg in središče Pirana. Ime je dobil slavnem piranskem rojaku, violinistu in skladatelju Giuseppeju Tartiniju, katerega spomenik je pred občinsko stavbo.

## Zgodovina
Sedanji Tartinijev trg je bil do leta 1894 mandrač ali notranje pristanišče za ribiške čolne. Do 15. stoletja se je nahajal zunaj mestnega obzidja, saj je najstarejše delno ohranjeno obzidje potekalo za današnjo občinsko palačo, zunaj njega pa je samevala le cerkev svetega Petra. 
Današnjo podobo je trg dobil v 2. polovici 19. stoletja. Leta 1894 so mandrač, tj. pristanišče za manjša plovila in čolne, zaradi smradu, nečistoče in zdravstveno-higienskih razlogov ter pomanjkanja prostora zasuli in tako je nastala prostorna trška ploščad, okoli katere so zgradili vse pomembnejše ustanove in meščanske stavbe, od katerih se je v prvotnih oblikah ohranila le gotska hiša, imenovana Benečanka. Benečani so ob mandraču najprej zgradili najprej občinsko palačo (porušeno 1877) in tako dali povod za zidavo ostalih mestnih javnih stavb in pomembnejših plemiških in meščanskih palač. Na mestu sedanjega sodišča je že od 14. stoletja stal fonticum (skladišče žita in moke), v isti stavbi so koncem 16. stoletja odprli zastavljalnico. Poleg občinske palače je stala loggia, ki je bila z njo povezana s posebnim hodnikom v nadstropju, na polkrožnih lokih, prav tako pa je bila povezana z bližnjo cerkvico sv. Jakoba. Ob zasutju mandrača so podrli tudi unikatni dvižni most, ki je poprej omogočal vplutje tudi čolnom z jamborji.
Od zgraditve tramvajske proge, po kateri je tramvaj mesto v letih 1909 - 1953 povezoval s Portorožem in Lucijo, je bil na trgu zaključek tramvajske proge.

## Arhitektura in znamenitosti
Eliptična oblika nekdanjega mandrača se kaže tudi v zasnovi današnje ploščadi iz belega istrskega kamna, ki jo je ob 300-letnici Tartinijevega rojstva projektiral arhitekt Boris Podrecca.

### Tartinijev spomenik
Na trgu pred Mestno hišo, stoji spomenik violinistu in skladatelju Giuseppeju Tartiniju, ki je bil rojen v Piranu.

### Kamnita stebra za zastave
Stebra sta nastala v 15. stoletju in danes krasita vhod na trg. Njuno prvotno mesto je bilo pred staro Mestno hišo, od koder so prestavili leta 1895. 
Na prvem je uporabljen krilati lev svetega Marka. Pod njim je latinski napis, ki se v prevodu glasi: »Glej krilatega leva, ki grabi ozemlje, morje in zvezde«. Na desni strani je grb takratnega piranskega podesta in latinski napis »Tebi, Segredo Ludovico, pošteni zaščitnik, v čast...« Na levi strani stebra je občinski grb, pod njim pa dolžinske mere z oznakami (PER = Pertica, PAS = Pasus, BRAZ = Brazza, MAZ = Mazza in STROP = Stroppa).
 
Na drugem stebru je na sredini upodobljen sveti Jurij na konju, zaščitnik mesta, pod njim pa napis: »Z našimi molitvami ostajaš varna, piranska zemlja«. Na desni strani stebra je petelinja noga iz grba rodbine Malipiero, na levi strani pa neznan grb. Na tem stebru so izobešali mestno zastavo z belim poljem in rdečim križem, simbolom svetega Jurija.

### Zgradbe
- Rojstna hiša Giuseppeja Tartinija
- Občinska palača
- Benečanka
- cerkev svetega Petra
- Sodna palača, z vrati sv. Jurija
- Mestna loža
- Hiša Bassi - Fabris

## Galerija
- Benečanka
- Tartinijeva rojstna hiša
- Cerkev sv. Petra
- Mestna hiša (sedež Občine Piran)
- Sodna palača (danes sedež Okrajnega sodišča)
- Loggia